# Ernst Gall

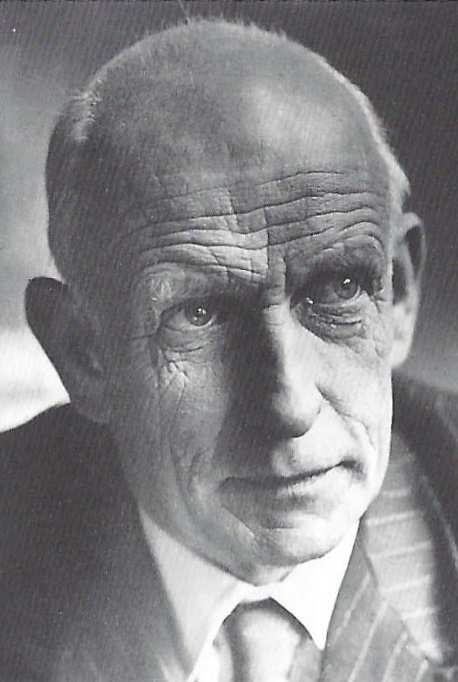
Ernst Gall

Ernst Emil Max Gall (* 17. Februar 1888 in Danzig; † 5. August 1958 in München) war ein deutscher Kunsthistoriker und Denkmalpfleger.

## Leben
Ernst Gall besuchte das Fürst-Otto-Gymnasium in Wernigerode und studierte ab 1907 zunächst zwei Semester Jura an der Universität Grenoble und der Sorbonne. Ab 1908 studierte er Kunstgeschichte an der Universität Berlin. Zu seinen Lehrern gehörten Heinrich Wölfflin und Adolph Goldschmidt. Im Jahr 1915 wurde er bei Goldschmidt an der Universität Halle zum Dr. phil. promoviert.
Nach der Teilnahme am Ersten Weltkrieg in Frankreich bekam Gall  eine Anstellung im Denkmalamt in Halle. Im Jahr 1920 wurde er Referent im preußischen Kultusministerium in Berlin, zuständig für Ostfragen, moderne Kunst, Denkmalpflege und Schlösser. Im November 1929 wurde er als Nachfolger des Oberfinanzrats Paul Hübner Direktor der Preußischen Verwaltung der Staatlichen Schlösser und Gärten. 1933/34 wurde er auf Grund seiner Weigerung, in die NSDAP einzutreten, für ein Jahr suspendiert, übte dann jedoch sein Amt weiter bis zum Ende des Dritten Reiches 1945 aus. 1936 wurde Gall Mitglied des Präsidialrats der Reichskammer der bildenden Künste. 
1945 musste er sein Amt wegen Unstimmigkeiten mit der sowjetischen Besatzungsmacht abgeben.  Nach einer kurzen Tätigkeit als Berater für Fragen der Kunst und Denkmalpflege im amerikanischen Hauptquartier in Berlin wurde er von 1946 bis zu seiner Pensionierung 1953 Leiter der Museumsabteilung der Bayerischen Schlösserverwaltung. 1947 wurde er Honorarprofessor für Geschichte der Baukunst an der Universität München.
Der Kunsthistoriker Günter Gall (1924–2008) war sein Sohn.

## Werk
Ernst Galls Forschungsgebiet war die Architekturgeschichte.
1923 begründete er das Jahrbuch für Kunstwissenschaft, das er bis 1930 herausgab. 1932 begründete er mit Wilhelm Waetzoldt die Zeitschrift für Kunstgeschichte. Ab 1934 wirkte Gall federführend in der Dehio-Vereinigung bei der Überarbeitung von Georg Dehios Handbuch der Deutschen Kunstdenkmäler mit. Nach dem Tod von Otto Schmitt führte er ab 1951 als leitender Herausgeber das Reallexikon zur Deutschen Kunstgeschichte fort.

## Veröffentlichungen (Auswahl)
- Studien über das Verhältnis der niederrheinischen und französischen Architektur in der ersten Hälfte des XIII. Jahrhunderts. Teil 1. Die niederrheinischen Apsidengliederungen nach normannischem Vorbilde. Dissertation Halle 1915.
- Niederrheinische und normännische Architektur im Zeitalter der Frühgotik. Teil I. Die niederrheinischen Apsidengliederungen nach normännischem Vorbilde. Reimer, Berlin 1915.
- Die gotische Baukunst in Frankreich und Deutschland. Teil 1: Die Vorstufen in Nordfrankreich von der Mitte des elften bis gegen Ende des zwölften Jahrhunderts. Klinkhardt & Bierman, Leipzig 1925; 2. ergänzte Auflage 1955.
- Die Marienkirche zu Danzig. Burg bei Magdeburg 1926 (Digitalisat).
- Danzig und das Land an der Weichsel. Beschrieben von Ernst Gall. Aufgenommen von Kurt Grimm. Deutscher Kunstverlag, München 1953.
- Rothenburg ob der Tauber (Deutsche Lande - Deutsche Kunst). München/Berlin 1955